# 82 Pułk Artylerii Ciężkiej
82 Warszawski pułk artylerii ciężkiej (82 pac) – oddział artylerii ciężkiej ludowego Wojska Polskiego.
Pułk został sformowany we wrześniu 1945 roku według etatu Nr 4/8 ciężkiego pułku artylerii Rezerwy Naczelnego Dowództwa. Jednostka powstała na bazie 21 zapasowego pułku artylerii (dowództwo pułku i jeden dywizjon), nadwyżek po rozformowanej 5 Brygadzie Artylerii Ciężkiej, z których utworzono drugi dywizjon oraz 8 samodzielnego dywizjonu rozpoznania aArtyleryjskiego, na bazie którego utworzono baterię artyleryjskiego rozpoznania pomiarowego.
W lutym 1946 roku pułk został przeformowany w 27 Warszawski dywizjon artylerii ciężkiej.

## Struktura organizacyjna według etatu Nr 4/8
- Dowództwo pułku
- dwa dywizjony artylerii a. trzy baterie a. dwa plutony ogniowe a. dwa działony

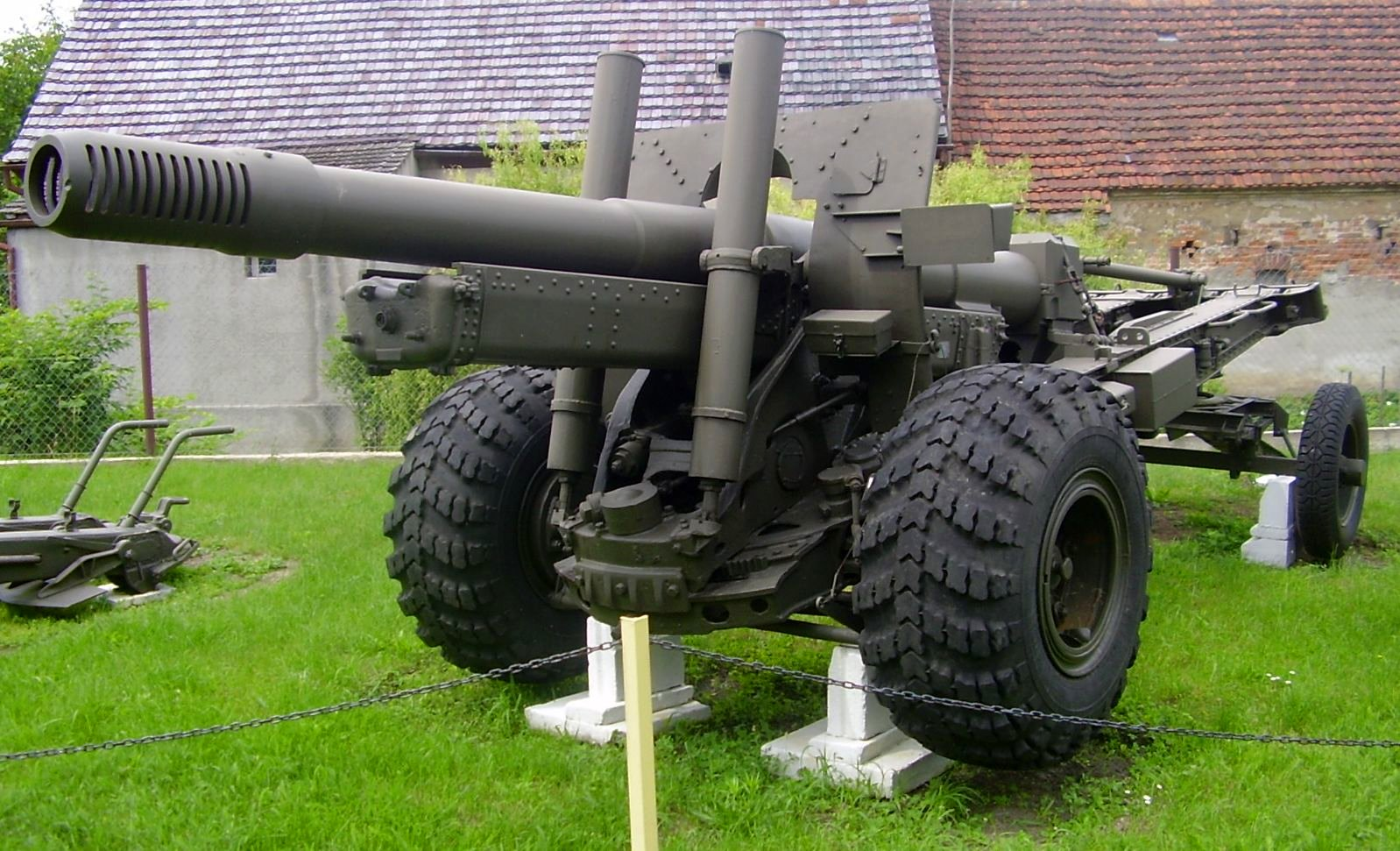
152 mm hba wz. 1937 (MŁ-20)

- bateria artyleryjskiego rozpoznania pomiarowego
- bateria sztabowa a. pluton rozpoznawczy, pluton łączności i pluton topograficzny
- szkoła pułkowa
- pluton transportowy
- pluton remontowy
- warsztaty techniczne i mundurowe
- ambulatorium

Stan etatowy pułk liczył 10 pracowników i 726 żołnierzy, w tym 111 oficerów, 205 podoficerów i 410 szeregowców. Na uzbrojeniu znajdowały się dwadzieścia cztery 152 mm armato-haubice wz. 1937 (MŁ-20).